# غيتس مكفادين
غيتس مكفادين (بالإنجليزية: Gates McFadden)‏ هي مصممة رقص وممثلة أمريكية، ولدت في 2 مارس 1949 بآكرون في الولايات المتحدة.

## أعمال

### أفلام
- (1990) صيد أكتوبر الأحمر[8][9][10]
- (1996)  أول اتصال[11][12][13]

### مسلسلات
- إن سي آي إس
- الجيل التالي

## وصلات خارجية
- غيتس مكفادين على موقع IMDb (الإنجليزية)
- غيتس مكفادين على موقع روتن توميتوز (الإنجليزية)
- غيتس مكفادين على موقع ألو سيني (الفرنسية)
- غيتس مكفادين على موقع ميوزك برينز (الإنجليزية)
- غيتس مكفادين على موقع تيرنر كلاسيك موفيز (الإنجليزية)
- غيتس مكفادين على موقع أول موفي (الإنجليزية)
- غيتس مكفادين على موقع قاعدة بيانات الأفلام السويدية (السويدية)
- غيتس مكفادين على موقع إن إن دي بي (الإنجليزية)
- غيتس مكفادين على موقع ديسكوغز (الإنجليزية)
- غيتس مكفادين على موقع قاعدة بيانات الفيلم (الإنجليزية)